# Sitio de Bilbao (1874)
El sitio de Bilbao fue un enfrentamiento entre carlistas y republicanos en el marco de la tercera guerra carlista. Las tropas del pretendiente Carlos María de Borbón sitiaron durante más de dos meses la plaza vizcaína, con el fin de hacerse con su importante posición comercial, necesaria para mejorar la economía carlista. Durante el asedio los carlistas bombardearon sin piedad la ciudad, no respetando lugares como iglesias u hospitales, siendo criticados por la prensa liberal europea. La derrota de los carlistas supuso un duro golpe para Carlos VII. Al igual que en la primera guerra carlista, la retirada en Bilbao hizo que la balanza se inclinase del lado republicano.

## Antecedentes
El pretendiente Carlos VII había cruzado la frontera en 1873, viendo que el levantamiento carlista previsto tenía éxito. Durante todo aquel año los facciosos se extendieron por las zonas de tradicional predominio carlista: el Norte, Cataluña y el Maestrazgo. Viendo que la guerra le era favorable, don Carlos mandó incomunicar Bilbao, para después sitiarlo y tomarlo. En agosto, solo su red marítima hacía que la ciudad mantuviese contacto con otras ciudades. El 29 de diciembre los carlistas tomaron el paso de Olabeaga, quedando la ría de Bilbao taponada. El 30 de diciembre el general carlista Antonio Dorregaray asedió Portugalete mientras Valdespina tomaba las cumbres circundantes a la ciudad. Finalmente Portugalete cayó el 21 de enero, tras haber recibido 2000 disparos. El mes siguiente los carlistas cerraron totalmente la ría, iniciando formalmente el sitio con los bombardeos del día 21 de febrero.

## El sitio

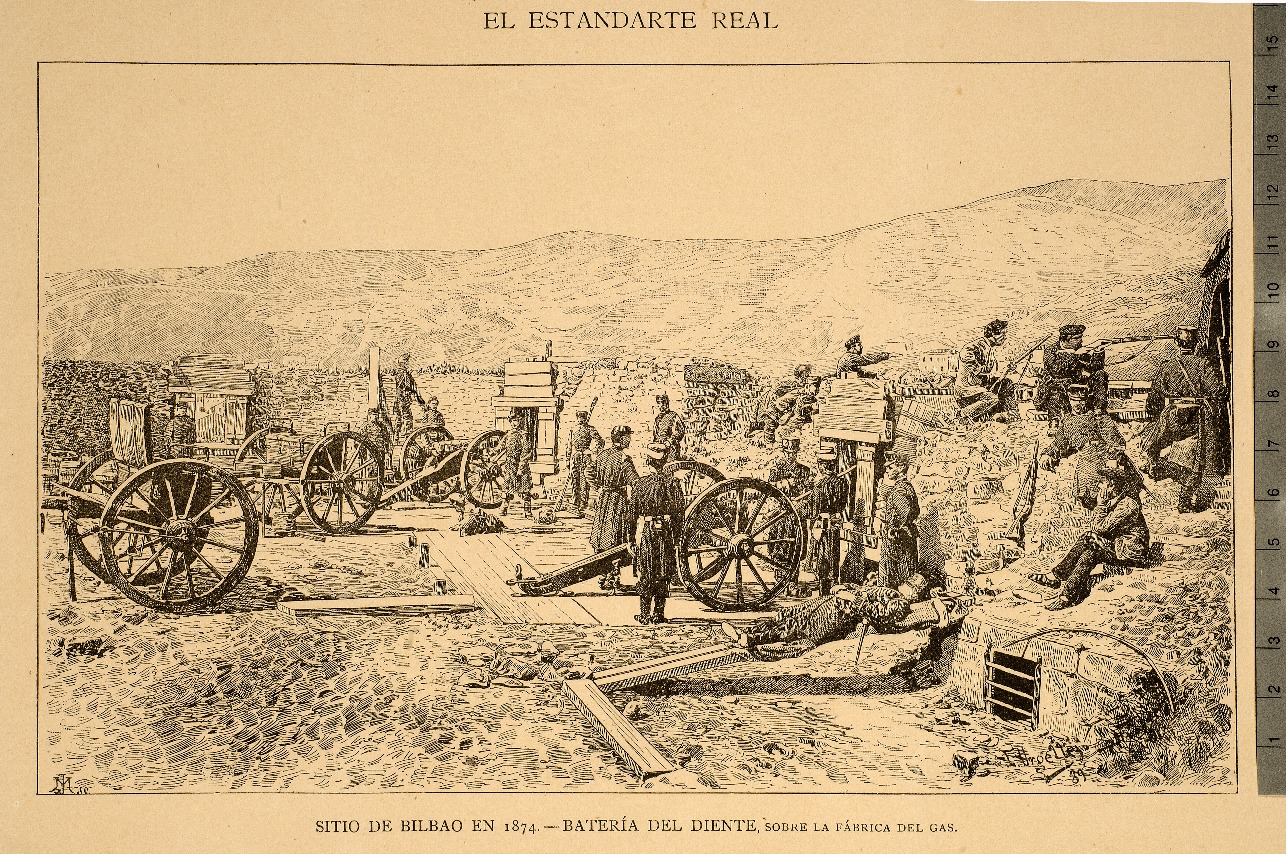
Batería del Diente durante el sitio, ilustración a partir de fotografía, El Estandarte Real

Los bombardeos comenzados el 21 dieron paso a asaltos carlistas a las posiciones defensivas de la ciudad. El día 25 los republicanos intentaron romper el cerco por Somorrostro, sin éxito. Más adelante, una nueva exitosa defensa carlista en Somorrostro, que fue además el más sangriento enfrentamiento de la guerra (más de 8000 bajas entre ambos bandos) puso contra las cuerdas a los defensores. La situación empeoró con la toma de Tolosa por el pretendiente, que dejó a San Sebastián, Fuenterrabía e Irún como últimas posesiónes republicanas en Guipúzcoa. A pesar de las victorias carlistas, Serrano disponía de 48 batallones, un tercer intento de romper el cerco sería demasiado arriesgado para don Carlos. A finales de marzo, la muerte del general carlista Ollo causó un importante receso de moral entre las tropas, que admiraban al veterano comandante.

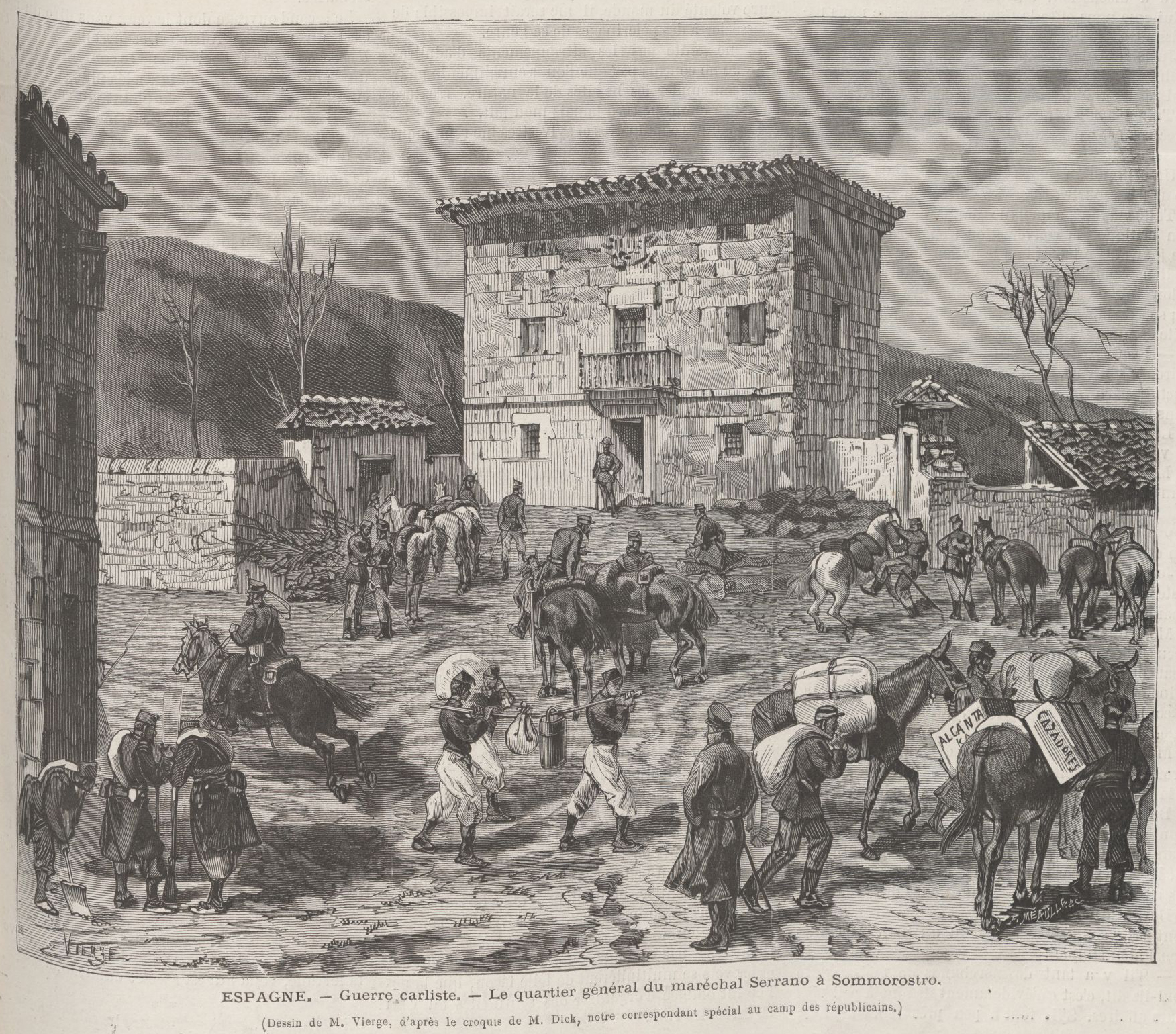
Cuartel general de Serrano en Somorrostro, dibujo de Vierge, Le Monde Illustré, 4 de abril de 1874.

En abril el hambre empezó a ser un problema para los defensores, que ya solo esperaban la llegada de refuerzos. En un último intento por romper el cerco, el día 29 de abril los republicanos atacaron el alto del Montaño, en Somorrostro. La confusión entre los carlistas fue máxima, los errores se multiplicaban en el bando faccioso. El 30 cayó Sopuerta y se mandó la retirada de Somorrostro. La derrota carlista era ya segura. Dorregaray ordenó la retirada y el 1 de mayo el último batallón carlista abandonó el cerco. El día siguiente los gubernamentales entraron en la villa, triunfantes.

## Consecuencias
La retirada en Bilbao supuso para los carlistas la pérdida de algunos de sus mejores generales (como Ollo, que luchaba por los carlistas desde 1833), que sumado a lo doloroso de la derrota, puesto que confiaban en la toma de la plaza, hizo que las tropas del pretendiente se vieran desmoralizadas. Aun así, la gran victoria carlista en Monte Muru reavivó los ánimos de las tropas tradicionalistas, que siguieron intentando tomar una gran plaza, como Pamplona o San Sebastián. La guerra en el Norte, a pesar de la derrota en Bilbao, ganó intensidad. No sería hasta la llegada de Alfonso XII, que dio estabilidad política a España, permitiendo la caída del frente carlista en Cataluña y Aragón cuando todo el ejército alfonsino (unos 120 000 soldados) pudo doblegar a Carlos VII, que apenas contaba con 33 000 hombres, ya en 1876. En definitiva, se puede decir que el sitio supuso un gran éxito para los gubernamentales, mas no por ello una definitiva derrota carlista.